# بريان كولب
بريان كولب هو عالم أعصاب كندي، ولد في 1947 في كالغاري في كندا.